# No. 340 Squadron

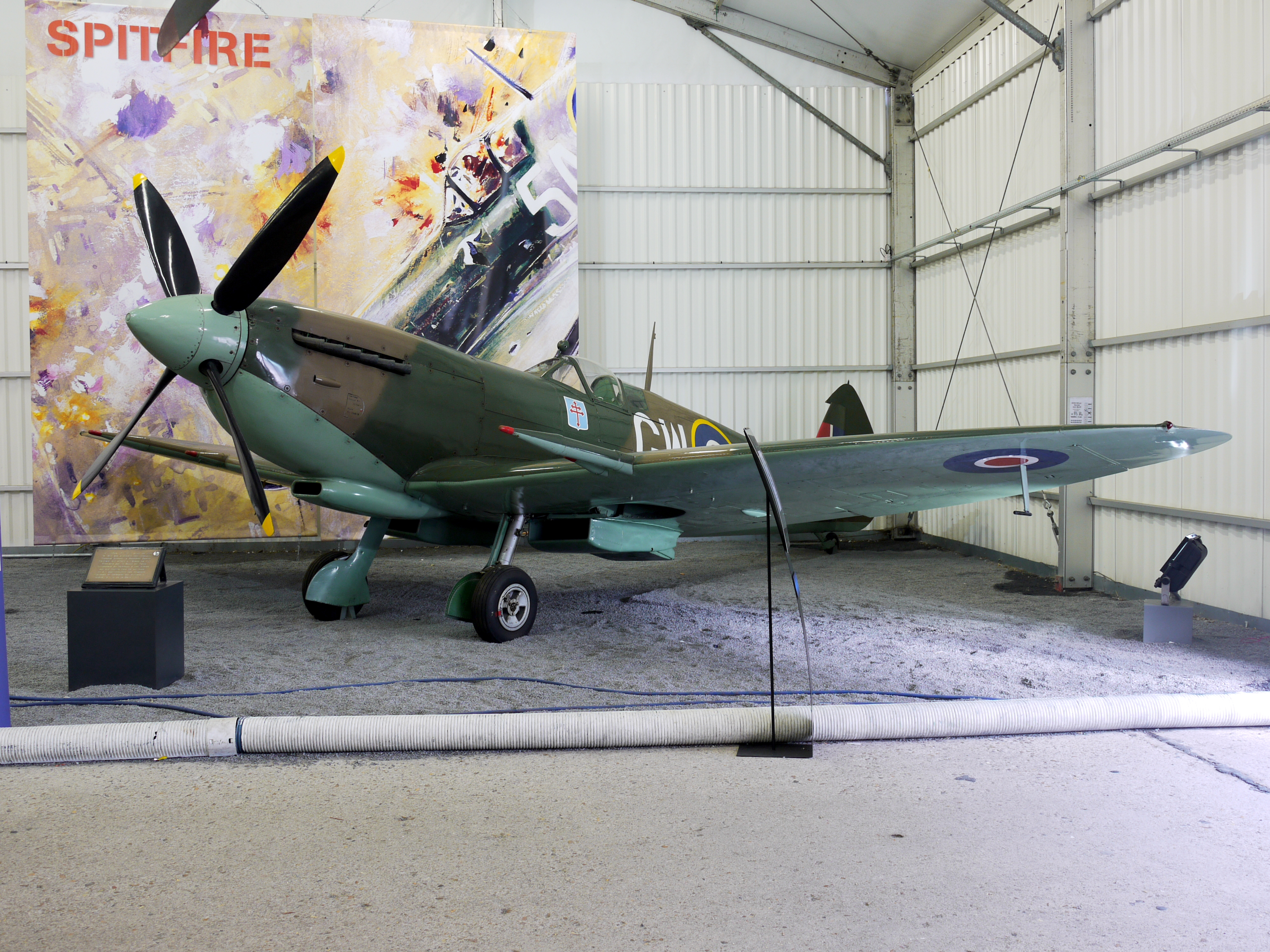
Spitfire der 340 Squadron (Groupe de Chasse „Ile de France“) im Musée de l’Air et de l’Espace. Die Maschine mit der RAF-Seriennummer BS464 trägt die Markierungen „GW-S“ und das Lothringer Kreuz

No. 340 Squadron war eine Einheit der Royal Air Force im Zweiten Weltkrieg mit französischem Personal.

## Geschichte
Das No. 340 Squadron wurde am 7. November 1941 in Turnhouse mit Piloten der Forces françaises libres aufgestellt. Es war mit Spitfires ausgerüstet. Die Einheit flog Einsätze über Nordfrankreich und der Bretagne. Sie unterstützte die Invasion in der Normandie. Danach rückte sie bis Belgien vor. Im September 1944 wurde sie nach Großbritannien zurückbeordert, um Bomberverbände zu begleiten. Im Februar 1945 erfolgte die Verlegung in die Niederlande. Nach Kriegsende wurde das Squadron am 3. Juli 1945 in Faßberg aufgelöst. Das Personal trat wieder in die Armée de l’air ein.